# Criminal Minds: Team Red
Criminal Minds: Team Red (Originaltitel: Criminal Minds: Suspect Behavior) ist eine US-amerikanische Fernsehserie und der erste Ableger von Criminal Minds. Die Serie wurde von 2010 bis 2011 von den CBS Television Studios und den ABC Studios produziert. Während CBS die Rechte an der Ausstrahlung in den USA besitzt, hat ABC die Rechte an der internationalen Ausstrahlung.
Am 17. Mai 2011 wurde die Serie von CBS nach einer aus 13 Folgen bestehenden Staffel eingestellt. Criminal Minds: Suspect Behavior endet mit einem Cliffhanger.

## Handlung
In der Serie wird die Arbeit des FBI im Bereich der operativen Fallanalyse („Profiling“) durch die Behavioral Analysis Unit (BAU) aus Quantico, Virginia, dargestellt.

## Produktion
Anfang 2009 berichtete Michael Ausiello von Entertainment Weekly, dass die ABC und CBS Studios einen Ableger der Serie Criminal Minds in Betracht ziehen. Der Produzent Ed Bernero gab bekannt, dass es sicher sei, dass es in naher Zukunft einen Ableger geben werde. Die Serie besteht neben Kirsten Vangsness, deren Rolle der Penelope Garcia aus der Originalserie Criminal Minds übernommen wurde, aus einer neuen Besetzung.
Nachdem CBS den Piloten in Serie geschickt hatte, wurde am 9. Juni 2010 bekannt gegeben, dass Andrew Bernstein die Regie übernehmen wird.
Forest Whitaker wurde als der Chef der Abteilung besetzt. Richard Schiff spielte eine Nebenrolle als FBI Direktor Jack Fickler.
Das Team um Whitaker wurde in einem Backdoor-Pilot in der Episode Kampf ums Überleben (Originaltitel: The Fight) in der fünften Staffel von Criminal Minds vorgestellt und eingeführt. Die Folge wurde am 7. April 2010 in den USA und am 18. Juli 2010 in Deutschland erstmals ausgestrahlt.

## Besetzung

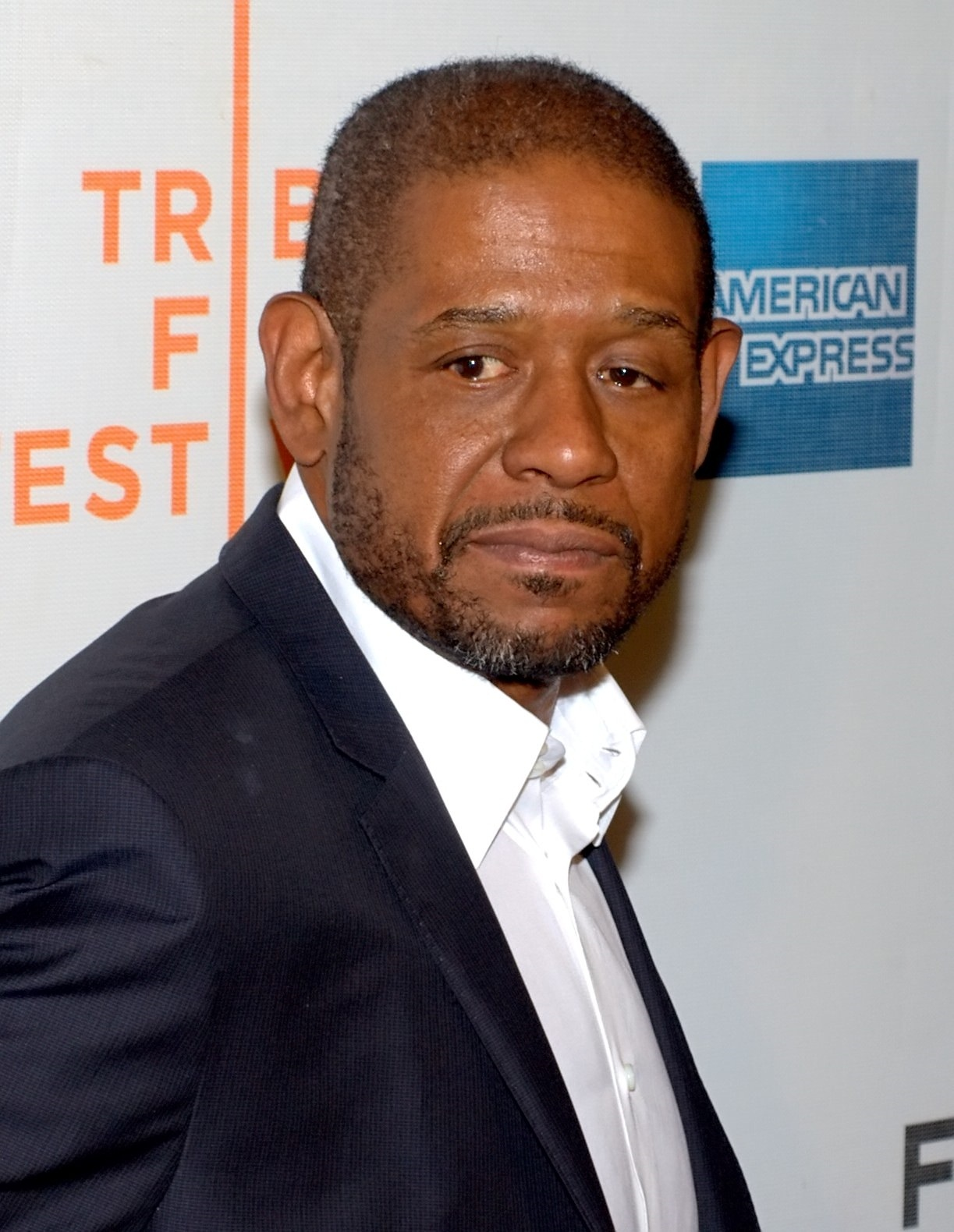
Forest Whitaker (2010)
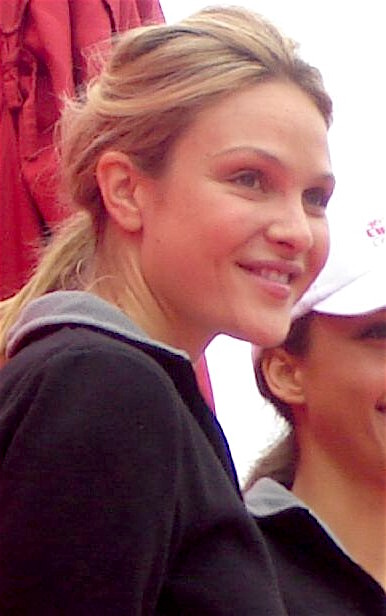
Beau Garrett (2012)
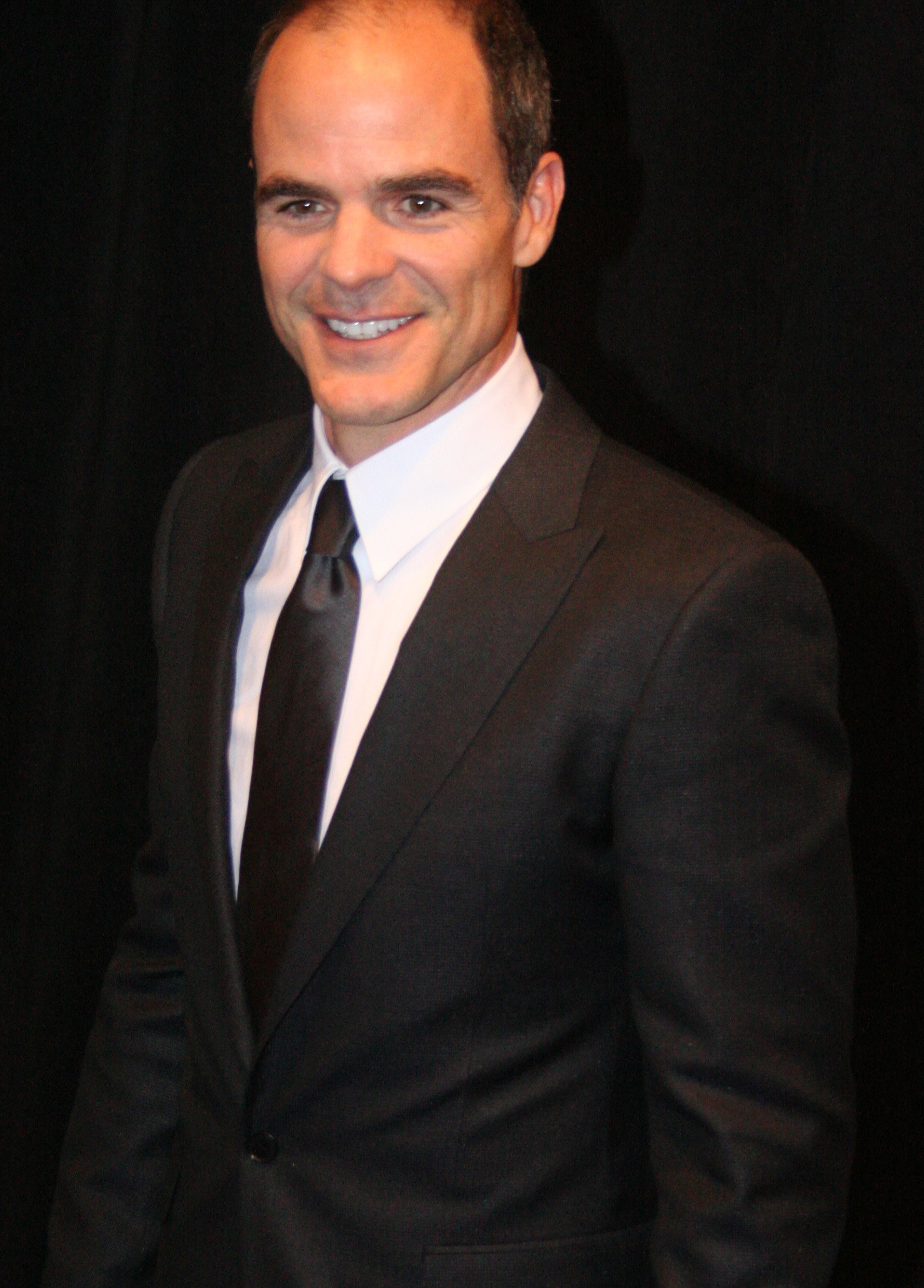
Michael Kelly (2011)
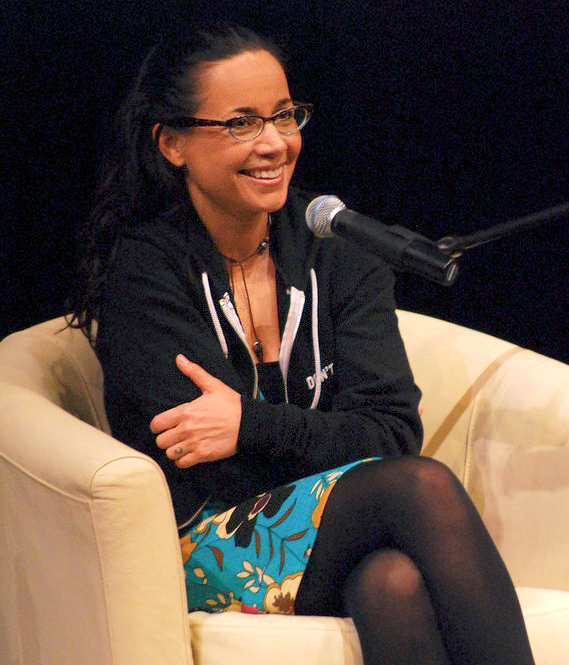
Janeane Garofalo (2008)
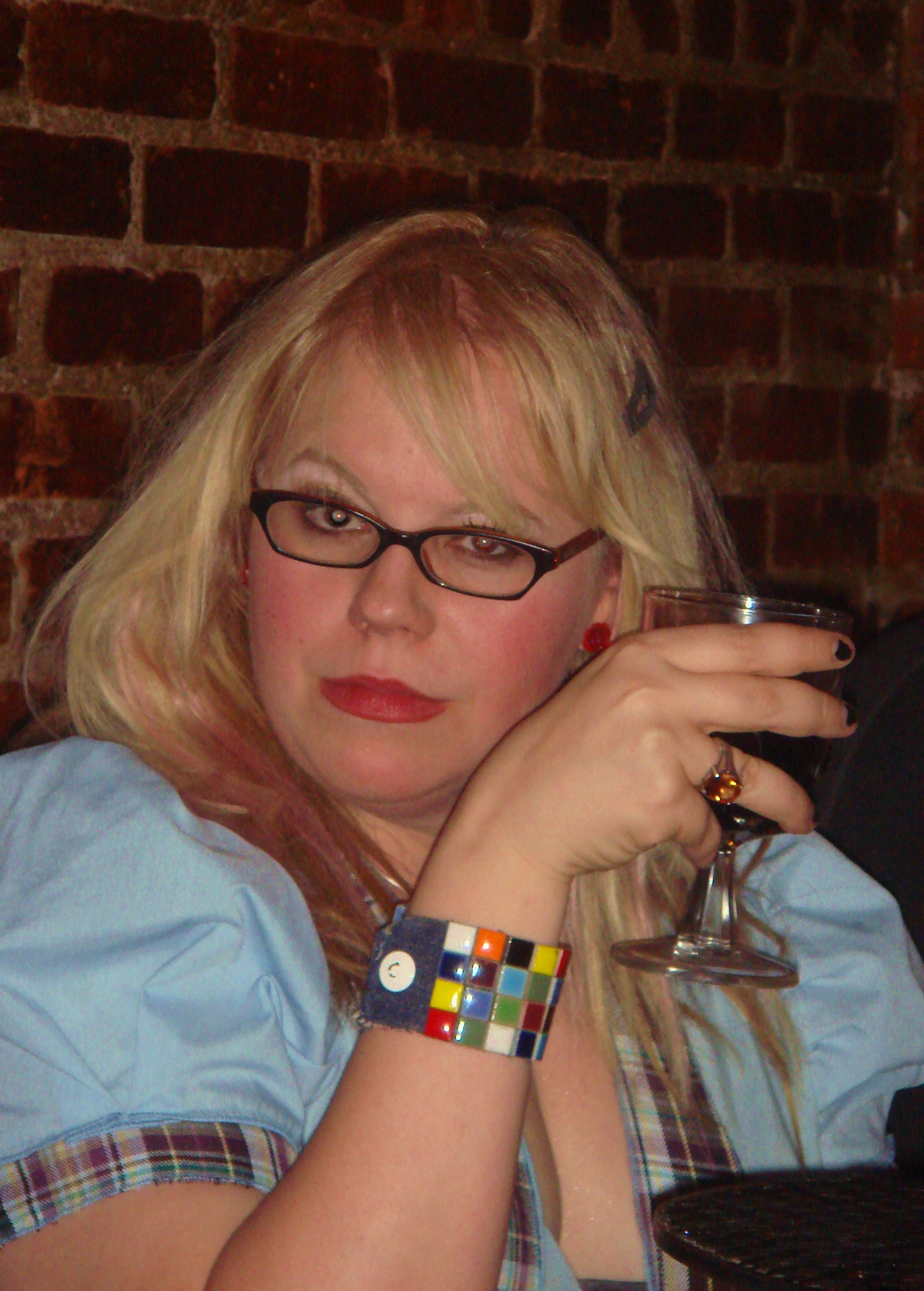
Kirsten Vangsness (2007)
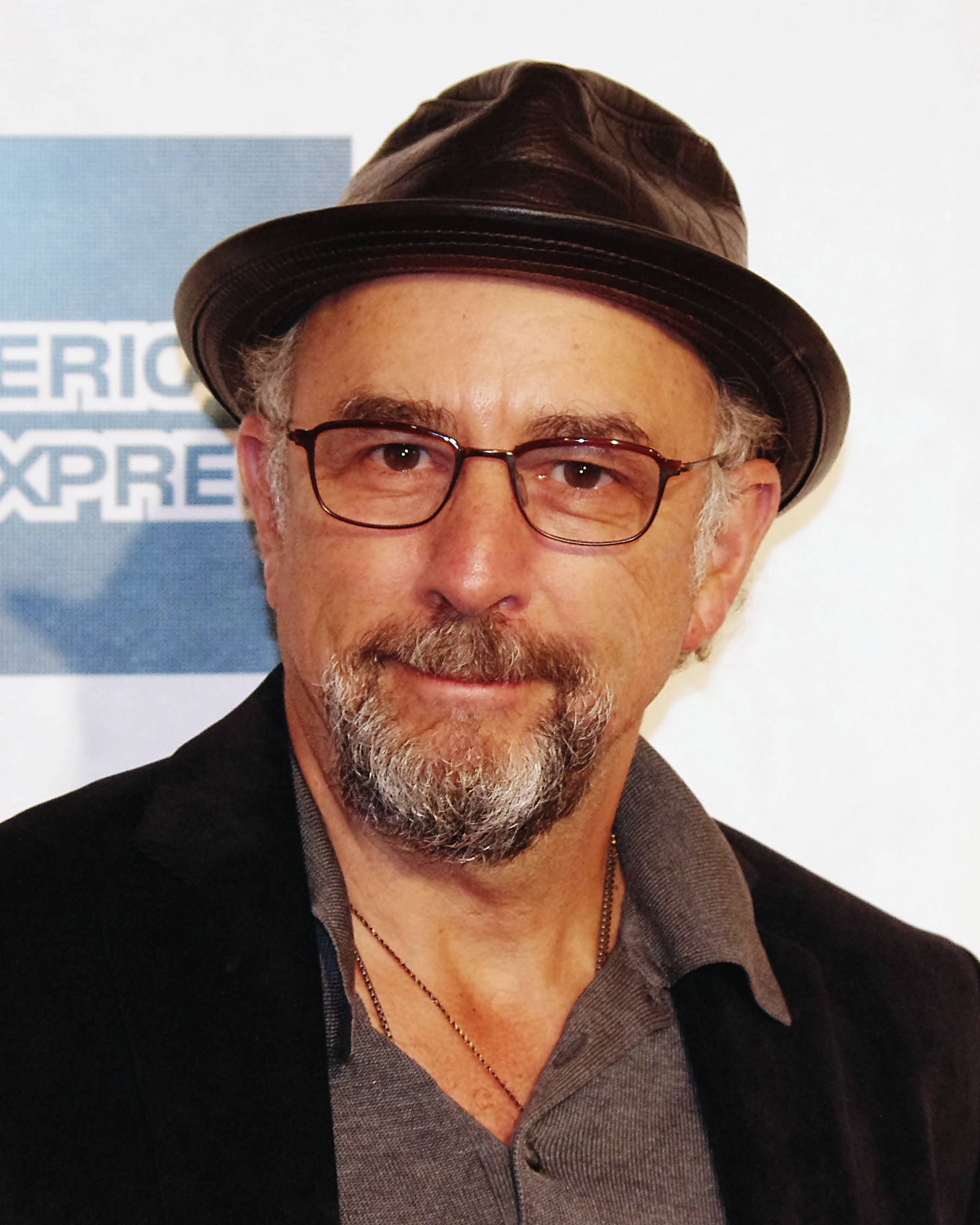
Richard Schiff (2012)

| Rollenname               | Schauspieler      | Anzahl an Folgen | Synchronsprecher  |
| ------------------------ | ----------------- | ---------------- | ----------------- |
| Sam Cooper               | Forest Whitaker   | 13               | Tobias Meister    |
| Mick Rawson              | Matt Ryan         | 13               | Tommy Morgenstern |
| Gina LaSalle             | Beau Garrett      | 13               | Ann Vielhaben     |
| Jonathan „Prophet“ Simms | Michael Kelly     | 13               | Bernhard Völger   |
| Beth Griffith            | Janeane Garofalo  | 13               | Anke Reitzenstein |
| Penelope Garcia          | Kirsten Vangsness | 13               | Almut Zydra       |
| Jack Fickler             | Richard Schiff    | 11               | Kaspar Eichel     |

## Ausstrahlung

### Vereinigte Staaten
Der Backdoor-Pilot wurde in den USA am 7. April 2010  auf CBS erstausgestrahlt. Die 13 Folgen umfassende Serie startete am 16. Februar 2011 auf dem Sendeplatz nach Criminal Minds und endete am 25. Mai 2011.

### Deutschsprachiger Raum
In Deutschland wurde der Backdoor-Pilot erstmals am 18. Juli 2010 auf dem Pay-TV-Sender 13th Street und am 29. Januar 2011 auf dem Free-TV-Sender Sat.1 gezeigt. Die Rechte an der deutschen Ausstrahlung sicherte sich im September 2010 die ProSiebenSat.1 Media Group. Die Ausstrahlung auf Sat.1 erfolgte vom 28. August bis 20. November 2011 jeweils sonntags im Anschluss an die Mutterserie. Wenn auch im Verlauf der Ausstrahlung fallend, erreichte die Sat.1-Ausstrahlung – im Gegensatz zur US-Ausstrahlung – hervorragende Werte von durchschnittlich 2,00 Millionen Zuschauern, was 14,6 Prozent Marktanteil entspricht. In der werberelevanten Zielgruppe der 14- bis 49-Jährigen ergab sich mit 1,11 Millionen Zuschauern ein Marktanteil von 16,9 Prozent.
In der Schweiz strahlte der Sender 3+ die Serie vom 24. August bis zum 16. November 2011 als Deutschsprachige Erstausstrahlung aus.

## Episodenliste

### Backdoor-Pilot
| Nr. | Deutscher Titel     | Originaltitel | Erstausstrahlung USA | Deutschsprachige Erstausstrahlung (D) |
| --- | ------------------- | ------------- | -------------------- | ------------------------------------- |
| 0   | Kampf ums Überleben | The Fight     | 7. Apr. 2010         | 18. Juli 2010                         |

### Staffel 1
| Nr. | Deutscher Titel            | Originaltitel             | Erstausstrahlung USA | Deutschsprachige Erstausstrahlung (CH) |
| --- | -------------------------- | ------------------------- | -------------------- | -------------------------------------- |
| 1 | Das Geschenk               | Two of a Kind             | 16. Feb. 2011        | 24. Aug. 2011                          |
| In Cleveland verschwindet ein achtjähriges weißes Mädchen am hellichten Tag vor ihrem Elternhaus. Bei den Ermittlungen stößt das Team Red auf drei weitere Vermisstenfälle der letzten Monate von gleichaltrigen, jedoch schwarzen Mädchen. Nachdem zwei der schwarzen Mädchen wenig später ermordet aufgefunden werden, stellt sich bei der Obduktion heraus, dass der Täter sie weder körperlich noch sexuell misshandelt hatte. Zudem hatte der Täter den beiden Mädchen kurz vor ihrem Tod eine Puppe besorgt...                                                                                |                            |                           |                      |                                        |
| 2 | Drei Züge voraus           | Lonely Hearts             | 23. Feb. 2011        | 31. Aug. 2011                          |
| In Cincinnati werden innerhalb von zwei Wochen, drei Männer in ihren Hotelzimmern erstochen. Die Ermittler gehen von einer blonden, schwer gestörten Frau als Täterin aus. Nach einem weiteren Mord glaubt das Team, dass es der Frau aufgrund der Verletzungsmuster der Opfer und den Spuren am Tatort nicht darum geht schnell zu töten, sondern ihren Opfern beim Sterben zuzusehen. Die Spur führt zu einem verurteilten Frauenmörder ins Gefängnis... |                            |                           |                      |                                        |
| 3 | Nichts sehen, nichts hören | See No Evil               | 2. März 2011         | 7. Sep. 2011                           |
| Das Team wird zu einem grausamen Mord nach Tucson beordert, wo einem Mann in seinem Fahrzeug die Augen entnommen wurden. Schnell geht das Team aufgrund des Profils von einer Frau als Mörderin aus. Die Spur führt ins Krankenhaus, wo ein Patient nach einer Operation aufgrund einer Infektion verstarb und Ähnlichkeit mit dem Opfer aufwies. Scheinbar will sich jemand für dessen Tod rächen. Doch nach einem weiteren Mord an einer Ärztin, der ein Eispickel durchs Ohr in den Schädel gerammt wurde, gerät eine Krankenschwester ins Visier des Teams...                                   |                            |                           |                      |                                        |
| 4 | Nur ein Schuss             | One Shot Kill             | 9. März 2011         | 14. Sep. 2011                          |
| In Chicago tötet ein Heckenschütze in wenigen Tagen wahllos vier Menschen auf große Entfernung. Der Täter scheint sich anschließend mit einem Scharfschützen des Ermittlungsteams messen zu wollen und erschießt zwei weitere Menschen. Das Team kann jedoch einen weiteren Anschlag des Schützen verhindern und findet heraus, dass es sich bei dem Killer wahrscheinlich um den Sohn eines ehemaligen Scharfschützen handelt, der schon zwölf Jahre zuvor erstmals zugeschlagen haben soll... |                            |                           |                      |                                        |
| 5 | Hier ist das Feuer         | Here Is the Fire          | 16. März 2011        | 21. Sep. 2011                          |
| In Fredericksburg nimmt das Team die Ermittlungen nach einem Bombenanschlag in einer Schule auf. Laut Profil, handelt der Täter nach einem schweren Schicksalsschlag aus persönlichen Motiven. Die Suche führt schließlich zu einem religiösen Vater, der seine drei Söhne durch Explosionen töten will. Im Krankenhaus wo seine Ehefrau bei der Geburt des vierten Kindes mit diesem verstarb, kommt es zum Finale... |                            |                           |                      |                                        |
| 6 | Der Henker                 | Devotion                  | 23. März 2011        | 28. Sep. 2011                          |
| In Omaha und Joliet wurden zwei Männer gehängt, nachdem sie zuvor betäubt worden waren. Nach einem weiteren Mord, identifizieren die Ermittler vom Team Red den Täter als einen jungen Mann, der mit seiner toten Schwester durch die Bundesstaaten reist, um letztlich seinen Vater zu bestrafen, der mit einer neuen Familie in Washington lebt... |                            |                           |                      |                                        |
| 7 | Jane Doe                   | Jane                      | 30. März 2011        | 5. Okt. 2011                           |
| Das Team wird nach Indianapolis gerufen, um in einer Entführungsserie an Frauen zu ermitteln. Bei den einzigen zwei Zeugen handelt es sich um eine zum Zeitpunkt der Beobachtung stark alkoholisierte Frau und deren Freund, der jedoch für seine Zivilcourage vom Täter lebensgefährlich verletzt wird und nach kurzer Befragung durch Sam Cooper, im Krankenhaus stirbt. Nach dem ersten Leichenfund stellt sich heraus, dass der Täter ein brutaler Psychopath ist, der seine Opfer lebend zerstückelt und in Fässern einbetoniert...                                                            |                            |                           |                      |                                        |
| 8 | Die dunkle Seite           | Night Hawks               | 6. Apr. 2011         | 12. Okt. 2011                          |
| Innerhalb von vier Stunden, erschlägt ein Unbekannter drei Männer mit einem Baseballschläger in Tulsa. Die Ermittler gehen von einem Amokläufer aus, der aufgrund seines Aussehens, nicht als Bedrohung wahrgenommen wird. Nach einem vierten Mord, geht der Täter an das klingelnde Mobiltelefon seines Opfers und spricht mit dessen Mutter, wobei er erstmals Reue offenbart. Die Ermittler glauben nun, dass der Täter selbst Opfer eines Verbrechens wurde... |                            |                           |                      |                                        |
| 9 | Mutters Liebe              | Smother                   | 13. Apr. 2011        | 19. Okt. 2011                          |
| Die Polizei aus Manchester bittet das Team Red um Hilfe, nachdem innerhalb weniger Tage drei Mütter verschwanden. Die Babys, mit denen sie unterwegs waren, wurden jeweils unversehrt am Tatort zurückgelassen. Nachdem zwei der Frauen ermordet aufgefunden werden, gehen die Ermittler von einer Frau als Täterin aus. Nach dem Fund der dritten Leiche jedoch, scheinen als Täter nun eher ein Mann und eine Frau in Frage zu kommen... |                            |                           |                      |                                        |
| 10 | Die Zeit ist jetzt         | The Time Is Now           | 4. Mai 2011          | 26. Okt. 2011                          |
| Nach zehn Jahren Haft findet Veronica Day einen Anwalt, der für sie in Berufung geht. Der einzige Mord, den sie selbst begangen haben soll, ist der an ihrer Mutter, die sie als Baby fortgegeben hat. Die anderen Morde sind offenbar geschehen, indem sie Jungen dazu gebracht hat, ihre eigenen Eltern zu erschießen. Sam Cooper soll unvoreingenommen über das Profiling von damals aussagen. |                            |                           |                      |                                        |
| 11 | Blick in den Abgrund       | Strays                    | 11. Mai 2011         | 2. Nov. 2011                           |
| In Washington wird die Tochter eines Richters entführt. Sam Cooper wird beauftragt, sie wiederzufinden. Schnell kommen die Profiler dem Entführer auf die Spur. Nach seiner Festnahme wird jedoch klar, dass der Täter einen Auftraggeber hat und viel psychologisches Fingerspitzengefühl nötig ist, um herauszufinden, wohin Emma gebracht wurde. |                            |                           |                      |                                        |
| 12 | Die blaue Maske            | The Girl in the Blue Mask | 18. Mai 2011         | 9. Nov. 2011                           |
| In Quantico stirbt ein US-Marine, nachdem ihm jemand die linke Gesichtshälfte zerfetzt hatte. Bei den Ermittlungen stoßen die Teammitglieder auf den Fall einer 17-Jährigen, die zehn Tage zuvor am Rande von Quantico mit ähnlichen Verletzungen tot aufgefunden wurde. Während die Ermittler vage von einem Hautsammler ausgehen und weiter über die Motive des Täters rätseln, wird eine Joggerin überfallen und ebenfalls an der linken Gesichtshälfte zerschnitten. Doch die Frau überlebt und verrät Sam Cooper, dass der Täter die Verbrechen begeht, weil er es jemandem versprochen hat... |                            |                           |                      |                                        |
| 13 | Ein Leben für ein Leben    | Death by a Thousand Cuts  | 25. Mai 2011         | 16. Nov. 2011                          |
| Das Team wird nach Dallas beordert, wo innerhalb von zwei Wochen, eine Obdachlose, ein Drogenhändler und ein alter Mann erschossen wurden. Der einzige Zusammenhang ist der bei den Verbrechen verwendete Waffentyp, eine Model 13, Kaliber .357er Magnum. Es hat den Anschein, dass scheinbar bürgerliche Leute zu einem Mord gezwungen werden, um einen entführten Angehörigen zurückzubekommen... |                            |                           |                      |                                        |